# Барский машиностроительный завод
Барский машиностроительный завод — промышленное предприятие в городе Бар Барского района Винницкой области Украины.

## История

### 1930 - 1991
В 1923 году Бар стал центром Барского района, что ускорило развитие населенного пункта.
В ходе индустриализации 1930-х годов на базе механических мастерских был создан Барский машиностроительный завод, освоивший выпуск запасных частей, деталей (а затем и агрегатов) для предприятий пищевой промышленности. Также, в городе была построена электростанция (в 1936 году введенная в эксплуатацию, после чего промышленные предприятия были электрифицированы).
В 1934 году на заводе были открыты школы техминимума и мастеров социалистического труда, что обеспечило повышение квалификации рабочих и рост производительности труда. Десятки рабочих стали рационализаторами. 
В целом, завод стал крупнейшим промышленным предприятием города (в 1939 году численность рабочих составляла 340 человек), при нём был открыт заводской медпункт и построен заводской клуб.
В ходе Великой Отечественной войны 16 июля 1941 года Бар был оккупирован наступавшими немецкими войсками. В дальнейшем, машиностроительный завод был разграблен и разрушен гитлеровцами.
25 марта 1944 года Бар был освобождён советскими войсками, и уже в этом году разрушенный завод начали восстанавливать. После того, как была восстановлена обеспечивавшая его электроэнергией городская электростанция и несколько других предприятий города, отдельные цеха машиностроительного завода также возобновили работу и ещё до окончания 1944 года начали ремонт танков и автомашин для РККА.
Кроме того, в 1944 году был восстановлен заводской клуб машиностроительного завода.
Плановые показатели четвёртого пятилетнего плана восстановления и развития народного хозяйства СССР (1945 - 1950) коллектив завода выполнил досрочно, за четыре года и пять месяцев. Уже в 1947 году 127 работников завода стали стахановцами, ещё 60 - ударниками труда, их самоотверженный труд ускорил восстановление других предприятий и всего города. 
В дальнейшем, БМЗ стал предприятием союзного значения, и к началу 1965 года численность рабочих завода увеличилась до 1,5 тыс. человек. В 1963 году при заводе был открыт вечерний техникум.
За годы восьмой пятилетки (1966 - 1970) завод освоил серийное производство 11 новых машин и увеличил объем производства в 1,7 раз. В это же время при заводском клубе БМЗ был открыт университет культуры.
По состоянию на начало 1972 года завод выпускал машины и оборудование для предприятий пищевой промышленности, которые использовались в СССР и экспортировались в Болгарию, Индию, Монголию, Судан, Чехословакию и другие страны.
В целом, в советское время завод входил в число ведущих предприятий города, на его балансе находились объекты социальной инфраструктуры.

### После 1991
После провозглашения независимости Украины, в условиях экономического кризиса и разрыва хозяйственных связей 1990-х годов положение предприятия осложнилось. Было принято решение о расширении ассортимента выпускаемой продукции и в дальнейшем завод освоил выпуск твердотопливных, газовых и электрических отопительных котлов.
В мае 1995 года Кабинет министров Украины утвердил решение о приватизации завода.
В дальнейшем государственное предприятие было преобразовано в открытое акционерное общество, а затем - реорганизовано в закрытое акционерное общество.

## Деятельность
Завод выпускает отопительные котлы, запасные части и детали к технологическому оборудованию пищевой промышленности советского производства (в том числе, к моноблокам ленинградских, костромских и мелитопольских заводов), оборудование для хлебной, кондитерской и консервной промышленности, а также линии по розливу вино-водочных и безалкогольных напитков и других жидких пищевых продуктов.